# Römer (bicchiere)

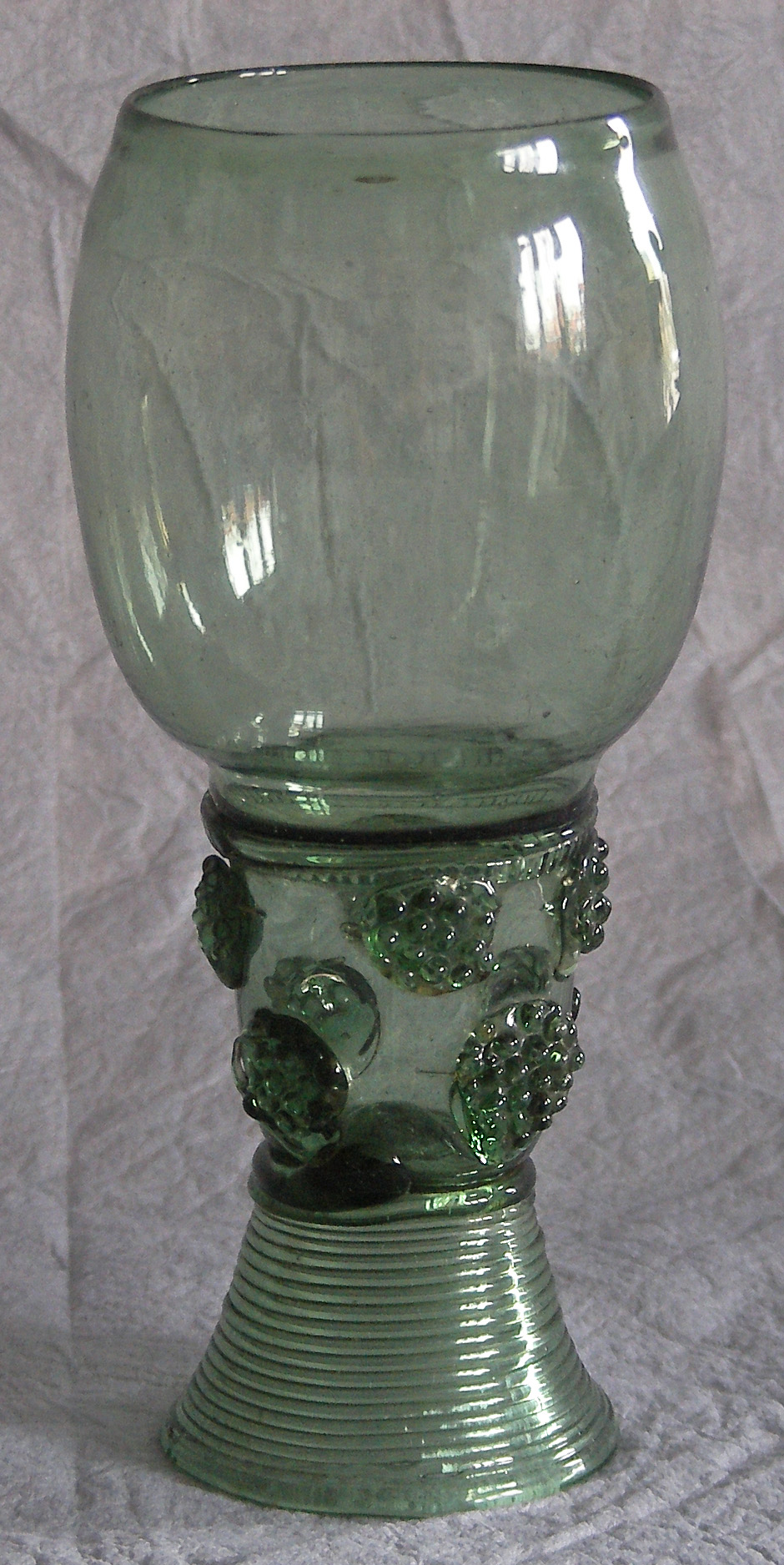
Un esemplare tedesco o olandese del XVII secolo.

Il römer era un prezioso e particolare bicchiere, lavorato alla base, che abbelliva le tavole imbandite dei signori nel XVII secolo; per questo lo ritroviamo in diversi dipinti di natura morta dell'epoca. Bicchiere tipico della produzione vetraria della zona renana, ha il piede a tronco di cono, il fusto alto con una zona per l'impugnatura e termina con una coppa. Il colore più diffuso del vetro era il verde, in varie tonalità. Piccole bugne, borchie o bottoni, sempre in vetro, decorano la zona centrale.
Per alcuni aveva un profondo valore simbolico per il richiamo al mondo religioso come calice eucaristico. I römer ai giorni nostri sono ricercati oggetti da collezionismo.